# Triduum Sacrum

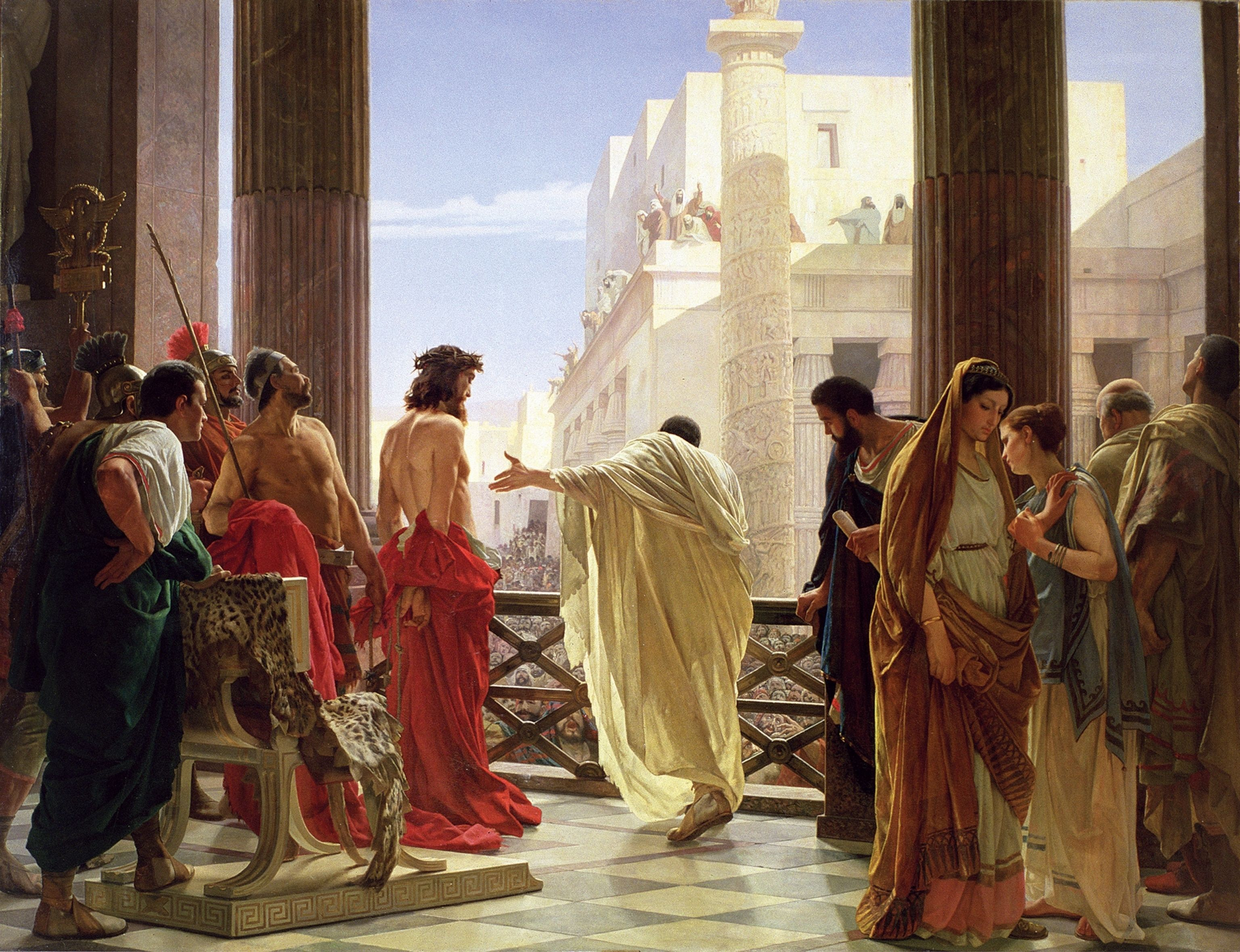
Ecce homo – Sehet den Menschen (Darstellung des 19. Jahrhunderts)

Als Triduum Sacrum (lateinisch für „Heilige Drei Tage“) oder Triduum Paschale („Österliche Drei Tage“, „Ostertriduum“) bezeichnet man in der Liturgie den Zeitraum in der heiligen Woche, der mit der Messe vom letzten Abendmahl am Gründonnerstagabend beginnt, sich vom Karfreitag, dem Tag des Leidens und Sterbens des Herrn, über den Karsamstag, den Tag der Grabesruhe des Herrn, erstreckt und mit dem Ostersonntag als Tag der  Auferstehung des Herrn endet.

## Geschichte
Die frühe Kirche verstand unter dem Triduum Sacrum die Dreitagefeier vom Leiden und Sterben, der Grabesruhe und der Auferstehung Jesu Christi. Es umfasste ursprünglich den Freitag vor Ostern als Tag des Todes, den Samstag als Tag der Ruhe und den Ostersonntag als Tag der Auferstehung. Liturgisch zählt der Vorabend eines Tages bereits zum nächsten Tag, so dass das Triduum ursprünglich vom Donnerstagabend bis zum Sonntagabend reichte. Der Begriff taucht wohl zum ersten Mal im 4. Jahrhundert bei dem Kirchenvater Ambrosius auf und wird von dessen Schüler Augustinus theologisch vertieft. Es ist belegbar, dass das Triduum auch bei der Ausrichtung von Kirchenbauten berücksichtigt worden sein könnte. Für die spätantike Kirche war es noch selbstverständlich, Leiden und Auferstehung Jesu als zwei Seiten desselben Heilsereignisses (Pascha-Mysterium) zu begreifen; so bildete das ganze Triduum eine einheitliche, durchgehende Liturgie aus.
Im Mittelalter ging der Sinn für diesen Zusammenhang verloren. Das Leidensgedächtnis einerseits und die Feier der Auferstehung andererseits verselbständigten sich mehr und mehr. So kam es zu einer Verdoppelung des Triduums. Man beging ein erstes Triduum, das vom Gründonnerstag bis zum Karsamstag reichte, als dreitägiges Leidensgedenken mit dem Karfreitag als Mittel- und Höhepunkt (Leidenstriduum). Im deutschen Sprachraum bürgerte sich für diese Tage der Begriff „Kartage“ ein. Ein zweites Triduum von Ostersonntag, Ostermontag und Osterdienstag schloss sich an (Auferstehungstriduum), das die Form von drei arbeitsfreien Feiertagen hatte. Noch die liturgischen Bücher, die gegen Ende des 16. Jahrhunderts im Anschluss an das Konzil von Trient herausgegeben wurden, heben den Montag und den Dienstag der Osteroktav gegenüber den anderen Tagen der Osteroktav hervor. Der Osterdienstag als dritter Osterfeiertag verschwand in den meisten Regionen im 19. Jahrhundert, meist im Rahmen von Säkularisation und Aufklärung.
Die Liturgische Bewegung des 20. Jahrhunderts entdeckte das ursprüngliche Triduum neu. Die römisch-katholische Kirche ließ diese Wiederentdeckung in die Reform der Karwochenliturgie ab 1951 einfließen; die Liturgiereform nach dem Zweiten Vatikanischen Konzil rezipierte dieses Zurückgehen auf den Ursprung. Somit umfasst das Triduum Sacrum gemäß den liturgischen Büchern wieder den Zeitraum von der abendlichen heiligen Messe des Gründonnerstags – der Feier vom letzten Abendmahl – bis zur Vesper des Ostersonntags. Es führt in den liturgischen Büchern die Bezeichnung Die Drei Österlichen Tage vom Leiden, vom Tod und von der Auferstehung des Herrn.

## Liturgie
In der Liturgie der heiligen drei Tage bilden die Gottesdienste vom Hohen Donnerstag (letztes Abendmahl), von Karfreitag (Leiden und Sterben des Herrn) und Osternacht eine einzige liturgische Feier vom Leiden, vom Tod und von der Auferstehung. Vergleichbar ist dies mit einem Theaterstück mit drei Akten. Diese Gottesdienste beginnen und enden deshalb sehr ungewöhnlich. So endet die heilige Messe am Hohen Donnerstag ohne den abschließenden Segen; in den meisten Kirchen wird nach der anschließenden Übertragung des Allerheiligsten zum Gedächtnis an die Todesangst Jesu am Ölberg eine Zeit der stillen Anbetung – die sogenannte Ölbergstunde – oder eine Nachtwache gehalten. Die Liturgie des Karfreitags (Karliturgie) beginnt mit einer stillen Prostratio, dem Sich-Niederwerfen von Priester, Diakon und liturgischen Diensten und ohne Eröffnungsgruß des Priesters/Gottesdienstleiters. Sie endet mit einem Segensgebet über das Volk. Am Karsamstag findet nur das Stundengebet statt. Die Feier der Osternacht beginnt mit der Lichtfeier und dem Einzug mit der Osterkerze in die dunkle Kirche. Erst dieser Gottesdienst endet wieder mit dem feierlichen Schlusssegen der Messfeier und einer eigentlichen Entlassung („Gehet hin in Frieden“). Der Karfreitag und der Karsamstag sind die einzigen Tage im Kirchenjahr, an denen keine heilige Messe gefeiert wird.
Die Einheit zwischen Karfreitag und Ostern wird auch an speziellen Elementen der Liturgie deutlich. Am Karfreitag wird nach dem Wortgottesdienst ein Kreuz in den Altarraum getragen, während der Priester dreimal ruft: „Seht das Holz des Kreuzes, an dem Herr gehangen“. Darauf antwortet die Gemeinde:  „Kommt, lasset uns anbeten“. In der Osternacht wird die Osterkerze in die Kirche getragen, während der Priester dreimal ruft: „Christus, das Licht“, worauf die Gemeinde antwortet: „Dank sei Gott“.
Auch in vielen Kirchen der Reformation wurde in den letzten Jahrzehnten das Triduum Sacrum als liturgische Einheit neu entdeckt und entsprechend ausgestaltet. In diesem Zusammenhang ist die früher viel diskutierte Frage, ob der Karfreitag oder der Ostersonntag das höchste Fest sei, gegenstandslos geworden.
Die östlichen Kirchen hatten den Zusammenhang zwischen Leidensgedächtnis und Feier der Auferstehung und damit das ursprüngliche Triduum nie verloren.

## Andere Triduen
In Anlehnung an das österliche Triduum gibt es in der Tradition der Kirche weitere Triduen, so
- das Pfingsttriduum mit Pfingstsonntag, -montag und -dienstag als (bis zur Liturgiereform Pius’ XII.) besonders herausgehobene Tage der Pfingstoktav
- regionale Dreitagefeiern anlässlich von Heiligenfesten oder zur Verehrung bestimmter Reliquien